# Preston on Wye
Preston on Wye – wieś w Anglii, w hrabstwie Herefordshire. Leży 13 km na zachód od miasta Hereford i 201 km na zachód od Londynu.